# 산호 바다에서의 결혼식
"산호 바다에서의 결혼식"은 1944년 11월 3일에 뵈멘-메렌 보호령에서 공개된 체코의 단편 애니메이션 영화로, 독일의 점령 하의 Ateliér Filmových triků studio에서 이르지 브르데치카와 브르제티슬라프 포야르, 스타니슬라프 라탈, 야로슬라프 도우브라바를 포함한 체코의 작가들이 모여 만들어졌다.

## 제작
독일에 거주하던 호르스트는 명목상 감독이었으나, 실제 제작 당시 제작에서의 역할은 미미한 편이었으머, 아그파컬러가 만든 필름 소재로 촬영되었다.